# Niccolò Martelli

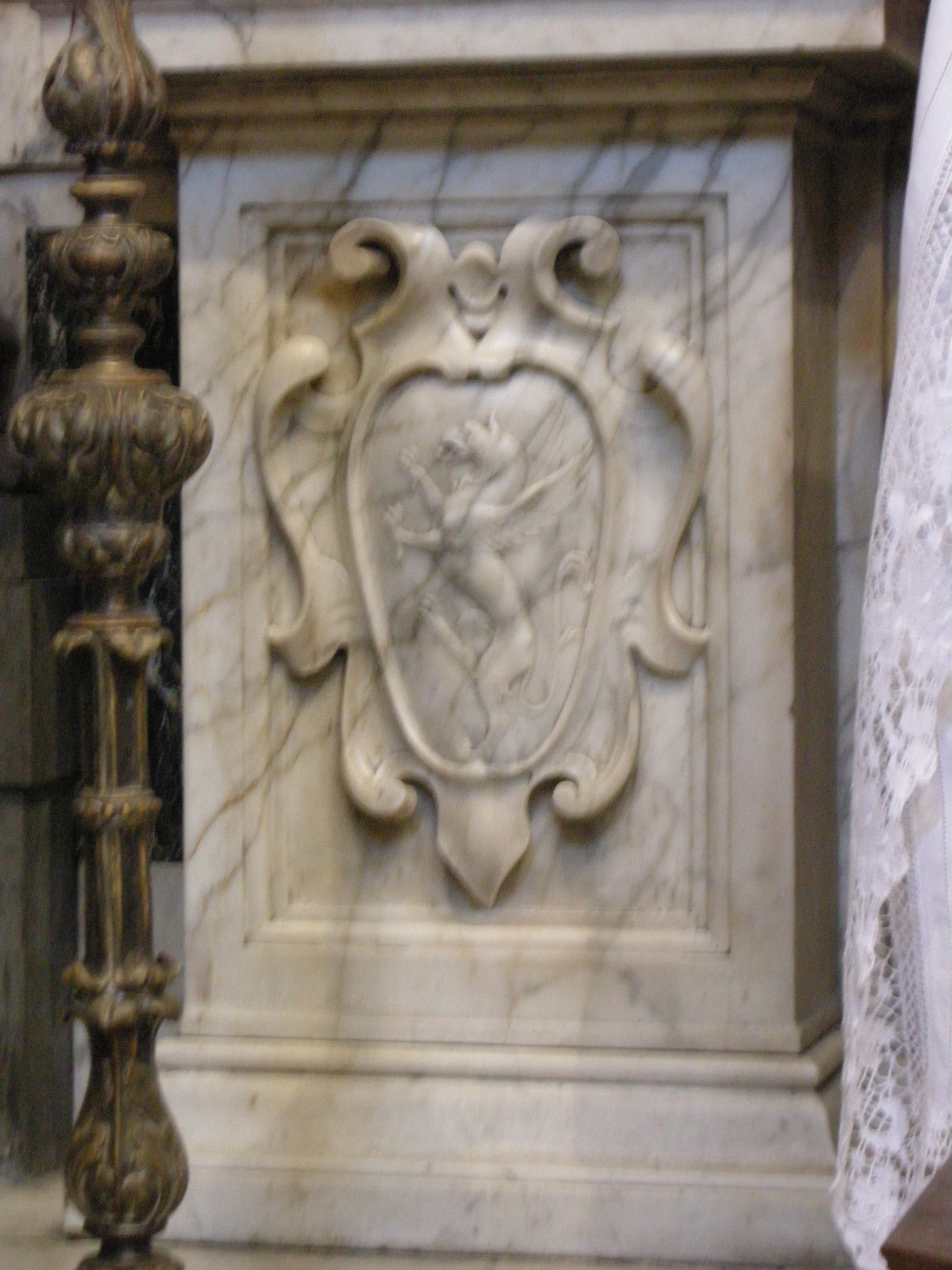
Le blason des Martelli dans la chapelle de San Gaetano à Florence

Niccolò Martelli (1498-1555), fils de Giovanni, dont la famille possédait une chapelle, entre le transept gauche et la nef, dans la basilique San Lorenzo de Florence fut un marchand de profession et un poète. Cofondateur de l'Accademia degli Umidi, il fut le premier à célébrer dans ses vers Michel-Ange pour ses fresques du Jugement Dernier dans la chapelle Sixtine. Admirateur de Pétrarque, il rédigea nombre de sonnets pour ses maîtresses ainsi que pour les filles de France et les infantes de Navarre.
L'Accademia degli Umidi placée au départ sous le simple patronage de Cosme Ier, passa sous sa coupe. Il imposa statuts et membres, lieux de réunions et productions littéraires.

## L'art d'aimer
Niccolò Martelli passe pour avoir été, avec son ami Bernardo Buongirolami, un maître dans l'art d'aimer. La Renaissance ayant redécouvert les grands classiques de l'Antiquité - dont Ovide -  cette façon de vivre était considérée à la fois comme une esthétique et un voluptueux plaisir. Guerrier de l'amour, il eut comme maîtresse la célèbre courtisane intellectuelle Tullia d'Aragon,  et ce notoire Don Juan passait indifféremment de ses bras à ceux de Maddalena Saltarelli, son amie et autre fameuse courtisane. Celle-ci étant morte peu après, au mois de novembre 1546, il redevint l'amant officiel de Tullia, tout en chantant dans ses vers « l'amoureux plaisir perdu ».

## Œuvres
Admiratif devant le Jugement dernier que réalisait Michel-Ange, il écrivit deux sonnets et un madrigal. À la fin de l'année 1540, le peintre remercia épistolairement le poète qui lui avait envoyé un sonnet célébrant son œuvre avant sa finition.
En 1547, Martelli écrivit un Canzoniere pour Maddalena Saltarelli. Sa correspondance, sous la forme de deux volumes a été publiée en 1863 à Florence, sous le titre de Lettere. Elle contient des échanges épistolaires avec Doni, Michel-Ange, Cellini, Bembo, Alamanni et l'Arétin. Il rédigea I buonomini di S. Martino. Discorso storico di Niccolo Martelli qui fut édité en 1884.
Enfin se trouve en France deux de ses manuscrits. Le premier Querele piacevoli di Niccolo Martelli alla serenissima s. madama Margherita de Valoes, regina de Navarra est intégré dans le Liber Floridus de la Bibliothèque Mazarine. C'est un parchemin  de dix feuillets (hauteur 160, largeur 107 mm) dont le premier comporte une peinture. Il contient toute une série de sonnets dédiés à Marguerite de Navarre, la Dauphine, la duchesse d'Étampes et au cardinal de Lorraine. Il offrit à celui-ci un recueil de rimes toscanes qui se trouve aujourd'hui à la Bibliothèque nationale. Ce second manuscrit de Martelli date du XVIe siècle. Il est en vélin et peint avec une reliure en velours rose découpé et appliqué sur un fond de velours vert. Il a été dédicacé par son auteur à Jean, cardinal de Lorraine.